# Massacres lors des distributions de la Fondation humanitaire de Gaza
Depuis le 27 mai 2025, plus de 1400 palestiniens ont été tués et plus de 4 000 blessés par des tirs de l'armée israélienne devant les centres de distribution d'aide alimentaire de la Fondation humanitaire de Gaza (GHF) ou à proximité des convois d'aide de l'ONU et d'autres organisations. Le GHF a été créé en février 2025 avec le soutien d'Israël et les États-Unis et déployée trois mois après à Rafah, dans la bande de Gaza, après un blocus total israélien de 11 semaines depuis début mars 2025. 859 personnes ont été tuées à proximité des sites du GHF et 514 personnes ont été tuées ailleurs.
Selon les témoignages de deux contractuels américains recoupés avec des vidéos, SMS et rapports internes, dans une enquête accablante, l'Associated Press américaine a révélé début juillet que des mercenaires américains, recrutés pour sécuriser ces sites et « souvent non qualifiés, incontrôlés, lourdement armés et semblant disposer du droit de tout faire », auraient ouvert le feu et lancé des grenades sur des Palestiniens affamés,,. Leur employeur a démenti. Les vidéos montrent des Palestiniens "serrés les uns contre les autres entre des barrières métalliques, se baissant au son des tirs et s'éloignant de la fumée des grenades assourdissantes".
Dans l'une d'elles on entend des voix hors champ applaudir et dire "Je crois que vous en avez touché un" et "Bien sûr, mon gars !".
Selon Rik Peeperkorn, médecin-chef de l'Organisation mondiale de la santé (OMS) travaillant en Palestine, les victimes le sont  "presque toujours par balles" par "des tirs dans la tête, le cou, la poitrine, les genoux" et un demi-million de personnes "risquent la famine" selon le Programme alimentaire mondial.
La Fondation humanitaire de Gaza a fait l'objet d'une "vive controverse avant même le début de ses opérations". Son directeur fondateur, Jake Wood, a démissionné en invoquant ses "inquiétudes quant à l'impartialité et à l'efficacité" de la FHG. L'ONG Médecins sans frontières (MSF) a exigé son démantèlement et l'a accusée d'être "un simulacre de distribution alimentaire qui produit des massacres à la chaîne" tandis que le secrétaire général de l'ONU. Le Centre pour les droits constitutionnels a averti qu'elle pourrait être légalement responsable de complicité de crimes de guerre, de crimes contre l'humanité et de génocide contre les Palestiniens,.

## Contexte
Des points de contrôle israéliens existaient à Gaza avant l'attaque du 7 octobre, pour contrôler l'entrée de l'aide humanitaire à Gaza. Son acheminement est interrompu à plusieurs reprises par des blocus du gouvernement israélien.
Dès novembre 2024, le quotidien israélien Haaretz affirme que l'armée israélienne protège des groupes mafieux comme celui de Yasser Abu Shabab, qui rançonnent 30% de l'aide entrant à Gaza,. De son côté le le Hamas dément les allégations, formulées par Israël et les États-Unis, selon lesquelles il vole de l’aide humanitaire. 
À partir de mars 2025, Israël a sévèrement restreint l'aide humanitaire à Gaza, exacerbant la crise humanitaire à Gaza,,. 
Soutenue à la fois par l’ administration Trump et par le gouvernement israélien, la Gaza Humanitarian Foundation (GHF) a été enregistrée à la fois dans le Delaware, aux États-Unis, en février 2025. Son enregistrement aussi à à Genève, en Suisse, est annoncée mais ensuite démentie par ce pays. Elle est décrite par la BBC comme « controversée ».
L'alerte sur la famine à Gaza est déclenchée au printemps 2025 par le dispositif des ONG et de l'ONU (IPC),.
Le GHF a commencé ses opérations le 26 mai 2025 dans un centre de distribution créé à Rafah et présenté comme sécurisé par des entreprises américaines, notamment Safe Reach Solutions (SRS), avec des troupes israéliennes patrouillant le périmètre. Les sites sont dotés de clôtures grillagées qui dirigent les Palestiniens vers des structures ressemblant à des bases militaires. 
Un porte-parole de l'ONU a déclaré que l'opération est une « distraction de ce qui est réellement nécessaire » et [exhortant] Israël à rouvrir tous les points de passage. », en insistant sur le fait qu'elle n'opérerait pas avec un système qui ne respecte pas les principes humanitaires.

## Massacres

### Dix morts du 27 mai
Le bureau des médias du gouvernement de Gaza accuse des chars israéliens d'un « massacre délibéré » et de « crime de guerre à part entière » le 27 mai 2025 dans un centre de distribution à Tel al-Sultan, pour avoir ouvert le feu sur la foule, faisant 10 morts et 62 blessés. L'armée israélienne a démenti, affirmant qu'elle avait tiré des « coups de semonce » dans une zone extérieure pour établir un contrôle sur la situation car des gens escaladaient les clôtures ou se frayaient un chemin dans des couloirs bondés pour atteindre les fournitures. 
Selon le GHF, le chaos a entraîné le retrait temporaire des forces américaines du complexe, permettant à certains Gazaouis de « recevoir de l'aide en toute sécurité et de se disperser »,,.
Un porte-parole de l'ONU a contesté le récit israélien, affirmant que « la plupart des blessés sont dus à des coups de feu » de l'armée israélienne. Des vidéos circulant montrent des personnes fuyant le centre de distribution en panique tandis que des coups de feu sont entendus au loin. Ils montrent également un hélicoptère militaire tirant des fusées éclairantes depuis le ciel. Le 31 mai, trois Palestiniens sont tués à Rafah en tentant d'atteindre le centre de distribution d'aide, selon des sources médicales palestiniennes puis le bilan passe à 17 morts, 86 blessés et cinq disparus.

### Massacre de Witkoff le1erjuin
Le 1er juin 2025, l’armée israélienne a tué 32 civils et en a blessé plus de 250 au centre d’aide de Rafah,. La Société du Croissant-Rouge palestinien a déclaré que ses ambulanciers avaient secouru au moins 23 Palestiniens morts et 23 autres blessés dans la région. Selon le service des urgences de l'hôpital Nasser, 150 blessés et 28 corps ont été transportés à l'hôpital. Le GHF a répondu que les rapports étaient « faux » et « fabriqués » par le Hamas, en publiant des images de caméras de sécurité non datées montrant une atmosphère calme pour étayer ses affirmations. L'armée israélienne a également qualifié ces rapports de « faux », niant avoir tiré « à l'intérieur ou à proximité » du centre de distribution d'aide, et a publié une vidéo de drone qui, selon elle, montrait un pillage sans rapport avec Khan Younis, où des militants palestiniens ont jeté des pierres et tiré sur des civils se rendant chercher de l'aide,. Pendant ce temps, le ministère de la Santé de Gaza, des responsables d'hôpitaux et plusieurs témoins ont déclaré qu'Israël était responsable des tirs à Rafah. Médecins Sans Frontières a déclaré que ses patients de l'hôpital Nasser « ont signalé avoir été la cible de tirs de tous côtés par des drones, des hélicoptères, des bateaux, des chars et des soldats israéliens ». Une enquête de CNN basée sur des témoignages, des preuves vidéo et une analyse d'experts a révélé que les coups de feu avaient probablement été tirés par l'armée israélienne à un endroit où opérait GHF. Les comptes de médias sociaux pro-palestiniens ont qualifié l'incident du 1er juin de « massacre de Witkoff », en référence à l'envoyé américain au Moyen-Orient, Steve Witkoff, qui avait approuvé le plan d'Israël visant à prendre en charge l'acheminement de l'aide à Gaza.
Des images des conséquences d'une frappe auraient initialement eu lieu près du centre d'aide, mais BBC Verify a ensuite déterminé qu'il s'agissait d'une frappe des Forces de défense israéliennes, non signalée auparavant, à 4,5 km du centre d'aide, à al-Mawasi le 1er juin 2025. Les Forces de défense israéliennes ont déclaré à la BBC qu'elles avaient « frappé à tort la zone de Mawasi » avec de l'artillerie qui a « dévié » après des « erreurs techniques et opérationnelles ».
Le 2 juin, le bureau des médias du gouvernement de Gaza a déclaré que trois personnes avaient été tuées et 35 autres blessées par l'armée israélienne près du centre d'aide, l'armée israélienne affirmant que ses troupes avaient tiré sur des suspects qui s'approchaient d'eux. Il a également déclaré que 75 personnes avaient été tuées et plus de 400 autres blessées depuis le 27 mai par l'armée israélienne.
Le 3 juin, au moins 27 civils ont été tués et 161 autres blessés après que l'armée israélienne a déclaré que ses forces avaient ouvert le feu sur un groupe d'individus qui avaient quitté les voies d'accès désignées près du centre de distribution de Rafah,,. Le Comité international de la Croix-Rouge a quant à lui fait état de 184 blessés. Le Hamas a quant à lui déclaré qu'à ce jour, au moins 102 personnes avaient été tuées et plus de 490 blessées alors qu'elles cherchaient de l'aide. Le lendemain, l'armée israélienne a déclaré que toutes les routes menant aux centres d'aide étaient des « zones de combat », fermant ainsi les centres de distribution pour la journée.
La Fondation humanitaire de Gaza a déclaré plus tard qu'elle fermerait ses sites de distribution d'aide le 4 juin, l'armée israélienne déclarant les routes menant à ces sites comme zones de combat. Les sites ont rouvert le 5 juin.
Le 6 juin, huit Palestiniens ont été tués et 61 autres blessés près du centre de distribution d’aide à Rafah. Le bilan des morts à proximité des sites de distribution d'aide s'élève quant à lui à 110 morts et 583 blessés.
La Fondation humanitaire de Gaza a de nouveau fermé les centres d'aide le 7 juin, accusant le Hamas de la menacer, et a déclaré qu'elle rouvrirait le lendemain. Le Hamas a nié cette allégation. Le même jour, six autres Palestiniens ont été tués et plusieurs autres blessés par les forces israéliennes à proximité du centre de distribution d’aide,.

### Massacre du 8 juin
Le 8 juin, les responsables de la santé palestiniens ont déclaré qu'au moins 13 personnes avaient été tuées et 173 autres blessées par les forces israéliennes dans le centre de distribution d'aide à Rafah. L'armée israélienne a déclaré avoir tiré des coups de semonce sur des personnes qu'elle considérait comme suspectes et qui s'étaient avancées vers ses forces et avaient ignoré les avertissements de faire demi-tour, mais n'a constaté aucune victime. Onze corps ont été transportés à l'hôpital Nasser de Khan Yunis tandis qu'un autre corps et 29 blessés ont été transportés à l'hôpital Al-Awda de Jabalia . Des témoins palestiniens ont déclaré que les forces israéliennes avaient tiré sur eux à un rond-point situé à environ un kilomètre (un demi-mile) d'un site géré dans la ville voisine de Rafah. Le bilan total des victimes civiles dans les centres d'aide s'élève à 125 morts, 736 blessés et neuf disparus selon le Hamas.
Les survivants des massacres répétés perpétrés sur les sites de distribution ont commencé à qualifier l’opération soutenue par Israël de pièges ou de pièges mortels plutôt que d’aide,.

### Massacres des 9 et 10 juin
Le 9 juin, 14 civils ont été tués et plus de 99 blessés près du site de distribution d'aide, les Palestiniens accusant l'armée israélienne et les hommes armés locaux alliés des Forces populaires d'avoir tiré sur eux. La Fondation humanitaire de Gaza a quant à elle déclaré avoir fermé l'un de ses centres à Tel al-Sultan en raison des conditions chaotiques causées par la foule.
Le 10 juin, 36 autres civils ont été tués et 207 blessés près d'un site de distribution d'aide, selon le ministère de la Santé de Gaza. Les victimes cherchaient de l'aide avant que des tirs de sommation visant à éloigner les suspects ne soient tirés par l'armée israélienne en direction d'individus qui, selon elle, « représentaient une menace pour les troupes ». À ce moment-là, au moins 163 personnes ont été tuées et 1 495 blessées en tentant de recevoir de l'aide de la GHF,,.

### Massacre du 11 juin
Le 11 juin, 25 personnes supplémentaires ont été tuées dans la nuit près d’un centre de distribution alimentaire du GHF. Une fois de plus, le gouvernement israélien affirme avoir tiré des coups de semonce sur des « suspects », tandis que la Défense civile palestinienne affirme que l'armée israélienne a ouvert le feu. Quatorze autres personnes ont été tuées par l'armée israélienne près d'un centre du GHF, selon l'hôpital Nasser . À ce stade, le nombre total de décès à proximité des centres GHF est passé à 223, le nombre total de blessés s'élevant à 1 858. Au total, 60 personnes ont été tuées par l'armée israélienne le 11 juin. La Fondation humanitaire de Gaza a quant à elle accusé le Hamas d'avoir tué huit de ses travailleurs humanitaires, d'en avoir blessé 21 autres et d'avoir peut-être pris des otages lors d'une attaque contre un bus transportant plus de deux douzaines de ses employés palestiniens à l'ouest de Khan Yunis. La police de la bande de Gaza, dirigée par le Hamas, a affirmé que son unité Sahm avait tué 12 militants des Forces populaires soutenus par Israël, en publiant une vidéo montrant leurs corps. Les Forces populaires ont quant à elles affirmé avoir tué cinq militants du Hamas.

### Massacres du 12 au 14 juin
Le 12 juin, 26 autres personnes ont été tuées par des attaques de drones israéliens alors qu'elles attendaient près des centres de distribution d'aide. Le nombre total de morts à proximité des centres d'aide du GHF s'élève à 245 et celui des blessés à 2 152 à ce jour,.
Du 13 au 14 juin, 29 autres demandeurs d’aide ont été tués et plus de 380 ont été blessés par les FDI à proximité des centres de distribution d’aide. Le nombre total de demandeurs d’aide tués et blessés par l’armée israélienne s’élève respectivement à 274 et 2 532.

### Massacre du 15 juin
Au moins 17 Palestiniens ont été tués près des centres d’aide du GHF le 15 juin. Le ministère de la Santé de Gaza compare les sites d'aide humanitaire à des « abattoirs humains ».

### Massacre du 16 juin
Le matin du 16 juin, 23 demandeurs d'aide ont été tués et 200 autres ont été blessés près des sites d'aide à Rafah, selon les médecins. À ce jour, au moins 338 personnes ont été tuées, au moins 2 831 blessées et neuf disparues sur les lieux depuis le 27 mai.

### Massacre du 17 juin
Le 17 juin, selon le ministère palestinien de la Santé, les troupes israéliennes ont tué 59 personnes et en ont blessé 221 autres. Des témoins ont rapporté que des soldats, des chars et des drones israéliens ont tiré sur des civils et qu'au moins deux obus israéliens ont atterri au milieu de la foule, qualifiant ces attaques de « massacre ». Il s'agit du meurtre le plus meurtrier survenu à proximité des centres de distribution d'aide à Khan Younis, à Gaza,,,. L'armée israélienne a admis avoir tiré dans la zone et a publié une déclaration indiquant que « les détails de l'incident sont en cours d'examen ». Le nombre total de morts sur les sites d'aide humanitaire a ensuite augmenté à 397 avec plus de 3 000 blessés.

## Alertes et réactions
- Médecins sans frontières, qui soignait les blessés, a dès le 1er juin alerté en parlant de « massacre », en soulignant que l'utilisation de l'aide comme arme de cette manière peut constituer un crime contre l'humanité »[72].
- Amnesty International a alerté sur des "centaines de Palestiniens" tués et blessés aux points de distribution d'aide, ou à proximité, depuis l'instauration du nouveau système israélien en mai et sur "la militarisation de l'aide" qui "ajoute une couche supplémentaire à l'imposition délibérée par Israël de conditions génocidaires aux Palestiniens de la bande de Gaza occupée"[73].
- UE: Au lendemain de l'incident du 27 mai, la haute représentante de l'UE pour les affaires étrangères, Kaja Kallas, a critiqué le mécanisme d'aide géré par le GHF, affirmant qu'il ne soutenait « aucune forme de privatisation de la distribution de l'aide humanitaire »[74].
- Israël: Effie Defrin, porte-parole de Tsahal, a accusé le Hamas de « répandre des rumeurs » et de « tenter brutalement et violemment d'empêcher la population de Gaza » d'accéder à l'aide.États-Unis[34].
- États-Unis: L'ambassadeur des États-Unis en Israël, Mike Huckabee , a accusé les médias de « reportages imprudents et irresponsables », affirmant que « la seule source de ces informations trompeuses, exagérées et totalement inventées provenait du Hamas »[34].
- Le secrétaire général des Nations Unies, António Guterres, s'est dit « consterné par les informations faisant état de Palestiniens tués et blessés alors qu'ils cherchaient de l'aide » et a appelé à une enquête indépendante sur les meurtres de Palestiniens[34].
- Le commissaire général de l'UNRWA, Philippe Lazzarini, a condamné l'incident comme étant « indigne » et « dangereux », ainsi que comme une « distraction par rapport aux atrocités ». Le porte-parole du bureau de coordination de l'aide de l'ONU, Jens Laerke, a également critiqué le plan GHF, le qualifiant de « diversion de ce qui est réellement nécessaire, à savoir la réouverture de tous les points de passage vers Gaza, un environnement sûr à Gaza et une facilitation plus rapide des autorisations et des approbations finales de toutes les fournitures d'urgence que nous avons juste à l'extérieur de la frontière »[75].
- Le Centre pour les droits constitutionnels a averti le GHF qu’il pourrait être légalement responsable de complicité de crimes de guerre, de crimes contre l’humanité et de génocide contre les Palestiniens. Ils ont déclaré qu'Israël utilisait « le refus de nourriture, d'eau et d'autres produits de première nécessité pour perpétrer son génocide contre la population palestinienne de Gaza »[7].